# Populus angustifolia
Populus angustifolia é uma espécie de árvore do gênero Populus, pertencente à família Salicaceae. É nativa da Grande Bacia, nos Estados Unidos, onde é frequentemente encontrada por córregos e riachos em algumas elevações.